# Mélanie Meillard
Mélanie Meillard (Neuchâtel, 23 september 1998) is een Zwitserse alpineskiester. Ze is de jongere zus van skiër Loïc Meillard. Ze zijn beiden afkomstig uit het dorp Hérémence, in het kanton Wallis. Mélanie is vooral gespecialiseerd in de technische onderdelen, zoals slalom en reuzenslalom.

## Carrière
Meillard maakte haar wereldbekerdebuut in december 2015 in Åre. In oktober 2016 scoorde de Zwitserse in Sölden haar eerste wereldbekerpunten. Een maand later behaalde ze in Levi haar eerste toptienklassering in een wereldbekerwedstrijd. Op de wereldkampioenschappen alpineskiën 2017 in Sankt Moritz eindigde Meillard als dertiende op de reuzenslalom, op de slalom werd ze gediskwalificeerd. Op 1 januari 2018 stond de Zwitserse in Oslo voor de eerste maal in haar carrière op het podium van een wereldbekerwedstrijd.

## Resultaten

### Wereldkampioenschappen
| Jaar | Plaats            | Resultaten                     |
| ---- | ----------------- | ------------------------------ |
| 2017 | Sankt Moritz      | 13e Reuzenslalom DSQ1 Slalom   |
| 2021 | Cortina d'Ampezzo | DNF2 Slalom                    |
| 2025 | Saalbach          | 15e Teamcombinatie DNF2 Slalom |

### Wereldbeker
Eindklasseringen
| Seizoen   | Algm | SL  | GS  |
| --------- | ---- | --- | --- |
| 2016/2017 | 29e  | 10e | 20e |
| 2017/2018 | 19e  | 8e  | 16e |
|           |      |     |     |
| 2020/2021 | 60e  | 25e | 35e |
| 2021/2022 | 89e  | 34e | –   |
| 2022/2023 | 69e  | 28e | –   |
| 2023/2024 | 38e  | 14e | 37e |
| 2024/2025 | 26e  | 8e  | –   |